# Чобану (коммуна)
Чобану (рум. Ciobanu) — коммуна в восточной Румынии, жудец Констанца.
Расположена в исторической области Добруджа на расстоянии 152 км к востоку от Бухареста, 79 км северо-западнее Констанцы и 78 км к югу от Галаца.
В состав коммуны входят такие села (данные о населении за 2002 год):
- Миорица (364 человека)
- Чобану (3153 человека) - административный центр коммуны

## Население
Население на 31.10.2011 года — 3 223 человека. Плотность - 35/км². Большинство жителей - румыны (95,75%). Площадь - 91,77  км². 